# Трёхпоясные броненосцы
Трёхпоясные броненосцы (лат. Tolypeutes) — род млекопитающих семейства броненосцев, панцирь которых соединён тремя подвижно сочленёнными поясами (о чём и говорит их название). Они населяют открытые и полуоткрытые местообитания в Южной Америке.
Из всех броненосцев только трёхпоясные полагаются на свою броню для защиты. При нападении хищника эти звери обычно сворачиваются в прочный шар, развернуть который крайне трудно. Другие виды броненосцев не могут это проделать, потому что имеют слишком много пластин в панцире.

## Классификация

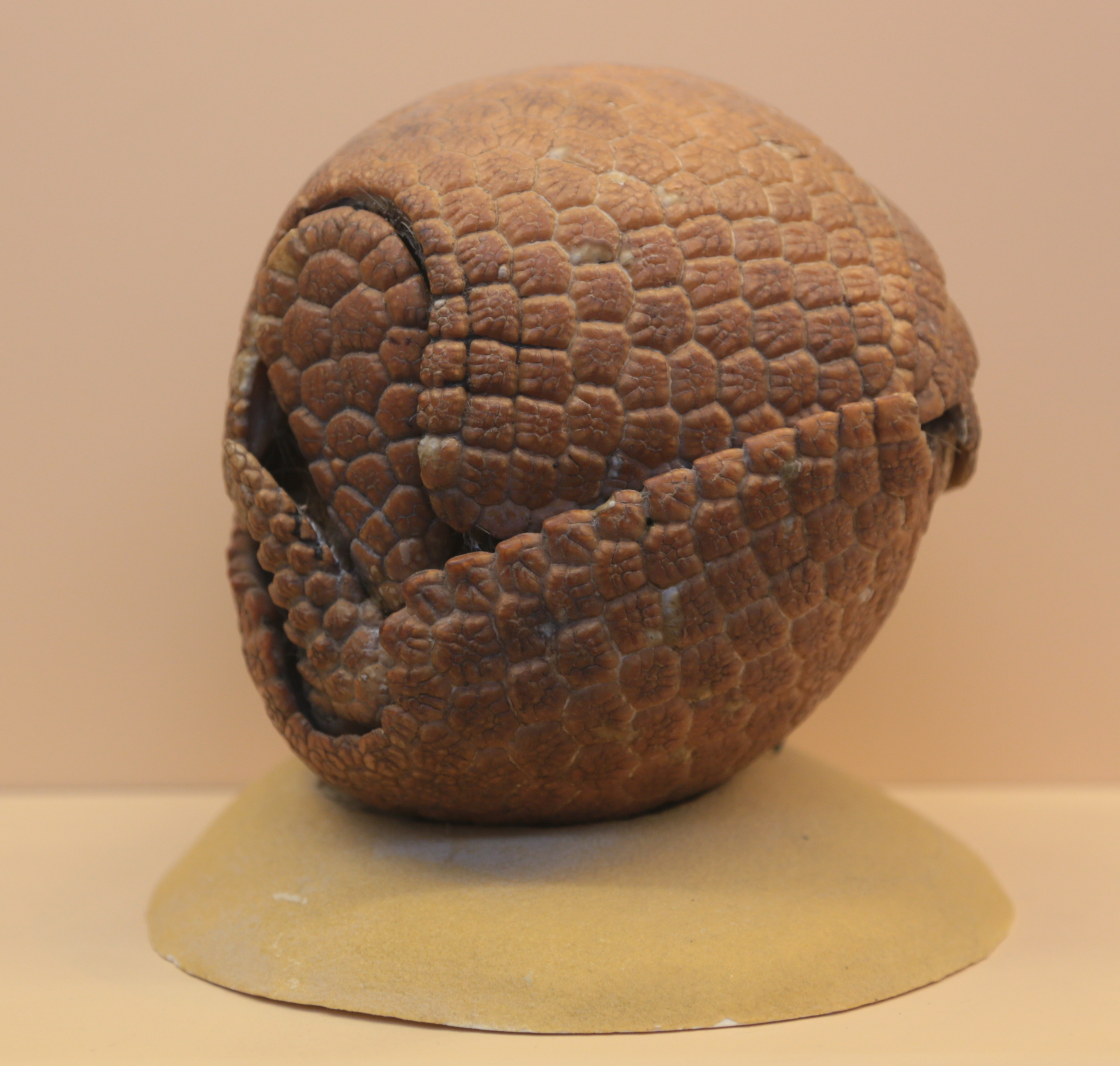
Трёхпоясный броненосец, свернувшийся в шар

Род включает два вида:
- Шаровидный броненосец (Tolypeutes matacus)
- Трёхпоясный броненосец (Tolypeutes tricinctus)